# Listă de regizori de film - D
|  | Liste alfabetice de regizori de film A - B - C - D - E - F - G - H - I - J - K - L - M - N - O - P - Q - R - S - T - U - V - W - X - Y - Z |

| - Stephen Daldry - Joe d'Amato (1936 - 1999) - Damiano Damiani (* 1912) - Mircea Daneliuc (* 1945) - Joe Dante (* 1946) - Frank Darabont - Jean-Pierre Dardenne - Luc Dardenne - Julie Dash - Jules Dassin (* 1911) - Delmer Daves (1904 - 1977) - Terence Davies - Andrew Davis - Anthony M. Dawson - Robert Day - Jan de Bont - Joe De Grasse - Alex De La Iglesia - Jean Delannoy - Louis Delluc (1890 - 1924) - Roy Del Ruth (1895 - 1961) - Guillermo Del Toro - Alberto De Martino - Aristide Demetriade ( - 1930) | - Cecil B. DeMille (1881 - 1959) - Jonathan Demme (* 1944) - Ted Demme - Jacques Demy (1931 - 1990) - Claire Denis - Brian De Palma - Raymond Depardon - Jacques Deray (1929 - 2003) - John Derek (1926 - 1998) - Maya Deren (1917 - 1961) - Vittorio De Sica - Arnaud Desplechin - André de Toth (1913 - 2002) - Michel Deville (* 1931) - Danny DeVito - Dean Devlin - Howard Deutch - Helmut Dietl (* 1944) - William Dieterle (1893 - 1972) - Matthias Dinter - Edward Dmytryk (1908 - 1999) - Jacques Doillon (* 1944) - Andrew Dominik - Ottomar Domnick (1907 - 1989) | - Roger Donaldson (* 1945) - Stanley Donen (* 1924) - Jacques Doniol-Valcroze (1920 - 1989) - Clive Donner (* 1926) - Richard Donner (* 1930) - Mark Donskoi - Robert Dornhelm (n.1947-) - Doris Dörrie (* 1955) - Gordon Douglas (1909 - 1993) - Robert Downey (* 1936) - Mircea Drăgan - Andreas Dresen - Carl Theodor Dreyer (1889 - 1968) - Danièlle Dubroux - Slatan Dudow (1903 - 1963) - Bill Duke - Germaine Dulac (1882 - 1942) - François Dupeyron - Ewald Andreas Dupont (1891 - 1956) - Maguerite Duras (1914 - 1996) - Richard Dutcher - Guru Dutt - Julien Duvivier (1896 - 1967) - Allan Dwan (1885 - 1981) |